# Tautvydas Strolia
Tautvydas Strolia (* 31. März 1995 in Ignalina) ist ein litauischer Skilangläufer.

## Werdegang
Strolia startete international erstmals bei den Junioren-Skiweltmeisterschaften 2011 in Otepää, wo er den 95. Platz über 10 km Freistil errang. Im Januar 2012 nahm er beim Slavic-Cup in Štrbské Pleso erstmals am Continental-Cup teil und kam dabei auf den 62. Platz im Sprint und auf den 45. Rang über 10 km klassisch. Bei den Junioren-Skiweltmeisterschaften 2013 in Liberec belegte er den 81. Platz über 10 km Freistil, den 73. Rang im Sprint und den 67. Platz im Skiathlon. Seine besten Platzierungen beim Europäischen Olympischen Winter-Jugendfestival 2013 in Predeal waren der 42. Platz über 7,5 km klassisch und der 16. Rang mit der Mixed-Staffel. Im folgenden Jahr lief er bei den Junioren-Skiweltmeisterschaften im Val di Fiemme auf den 81. Platz im Sprint, auf den 80. Rang über 10 km klassisch sowie auf den 76. Platz im Skiathlon. In der Saison 2014/15 belegte er bei der Winter-Universiade im Januar 2015 in Štrbské Pleso den 60. Platz im Sprint, den 42. Rang über 10 km klassisch sowie den 39. Platz im 30-km-Massenstartrennen und bei den nordischen Skiweltmeisterschaften 2015 in Falun den 88. Platz über 15 km Freistil. Bei den U23-Weltmeisterschaften 2016 in Râșnov kam er auf den 60. Platz über 15 km klassisch, auf den 54. Rang im Sprint und auf den 52. Platz über 15 km Freistil. In der Saison 2016/17 gab er in Ruka sein Debüt im Weltcup, welches er auf dem 93. Platz im Sprint beendete und lief bei den nordischen Skiweltmeisterschaften 2017 in Lahti auf den 85. Platz im Sprint, auf den 73. Rang über 15 km klassisch sowie auf den 18. Platz im Teamsprint.
In der folgenden Saison wurde Strolia litauischer Meister im Sprint und belegte bei den U23-Weltmeisterschaften 2018 in Goms  im Sprint und über 15 km klassisch jeweils den 50. Platz. Im folgenden Jahr siegte er bei den litauischen Meisterschaften über 15 km Freistil und errang bei den nordischen Skiweltmeisterschaften in Seefeld in Tirol den 24. Platz im Teamsprint. Im Sommer 2019 erreichte er bei den Rollerski-Weltmeisterschaften 2019 in Madona den 29. Platz im 20-km-Massenstartrennen sowie den 13. Rang im Teamsprint. Bei den nordischen Skiweltmeisterschaften 2021 in Oberstdorf belegte er den 111. Platz über 15 km Freistil, den 84. Rang im Sprint und den 26. Platz zusammen mit Modestas Vaičiulis im Teamsprint. Außerdem errang er dort zusammen mit Modestas Vaičiulis, Edvinas Šimonutis und Paulius Januškevičius den 17. Platz in der Staffel. Im Februar 2022 kam er bei den Olympischen Winterspielen in Peking auf den 83. Platz über 15 km klassisch, auf den 68. Rang im Sprint sowie zusammen mit Modestas Vaičiulis auf den 24. Platz im Teamsprint.
Sein Bruder Mantas Strolia war ebenfalls im Skilanglauf aktiv. Außerdem nahm seine Mutter Kazimiera Strolienė an den Olympischen Winterspielen 1992 und 1994 im Biathlon sowie 1998 im Skilanglauf teil.

## Teilnahmen an Weltmeisterschaften und Olympischen Winterspielen

### Olympische Spiele
- 2022 Peking: 24. Platz Teamsprint klassisch, 68. Platz Sprint Freistil, 83. Platz 15 km klassisch

### Nordische Skiweltmeisterschaften
- 2015 Falun: 88. Platz 15 km Freistil
- 2017 Lahti: 18. Platz Teamsprint klassisch, 73. Platz 15 km klassisch, 85. Platz Sprint Freistil
- 2019 Seefeld in Tirol: 24. Platz Teamsprint klassisch
- 2021 Oberstdorf: 17. Platz Staffel, 26. Platz Teamsprint Freistil, 84. Platz Sprint klassisch, 111. Platz 15 km Freistil
- 2023 Planica: 20. Platz Teamsprint Freistil, 84. Platz Sprint klassisch
- 2025 Trondheim: 24. Platz Staffel, 24. Platz Teamsprint klassisch, 63. Platz 50 km Freistil Massenstart, 82. Platz Sprint Freistil, 86. Platz 20 km Skiathlon, 105. Platz 10 km klassisch

### Rollerski-Weltmeisterschaften
- 2019 Madona: 13. Platz Teamsprint Freistil, 29. Platz 20 km Freistil Massenstart